# Sunndal
Sunndal é uma comuna da Noruega, com 1700 km² de área e 7 400 habitantes (censo de 2004).         